# Ferdinand Arnold von dem Busch

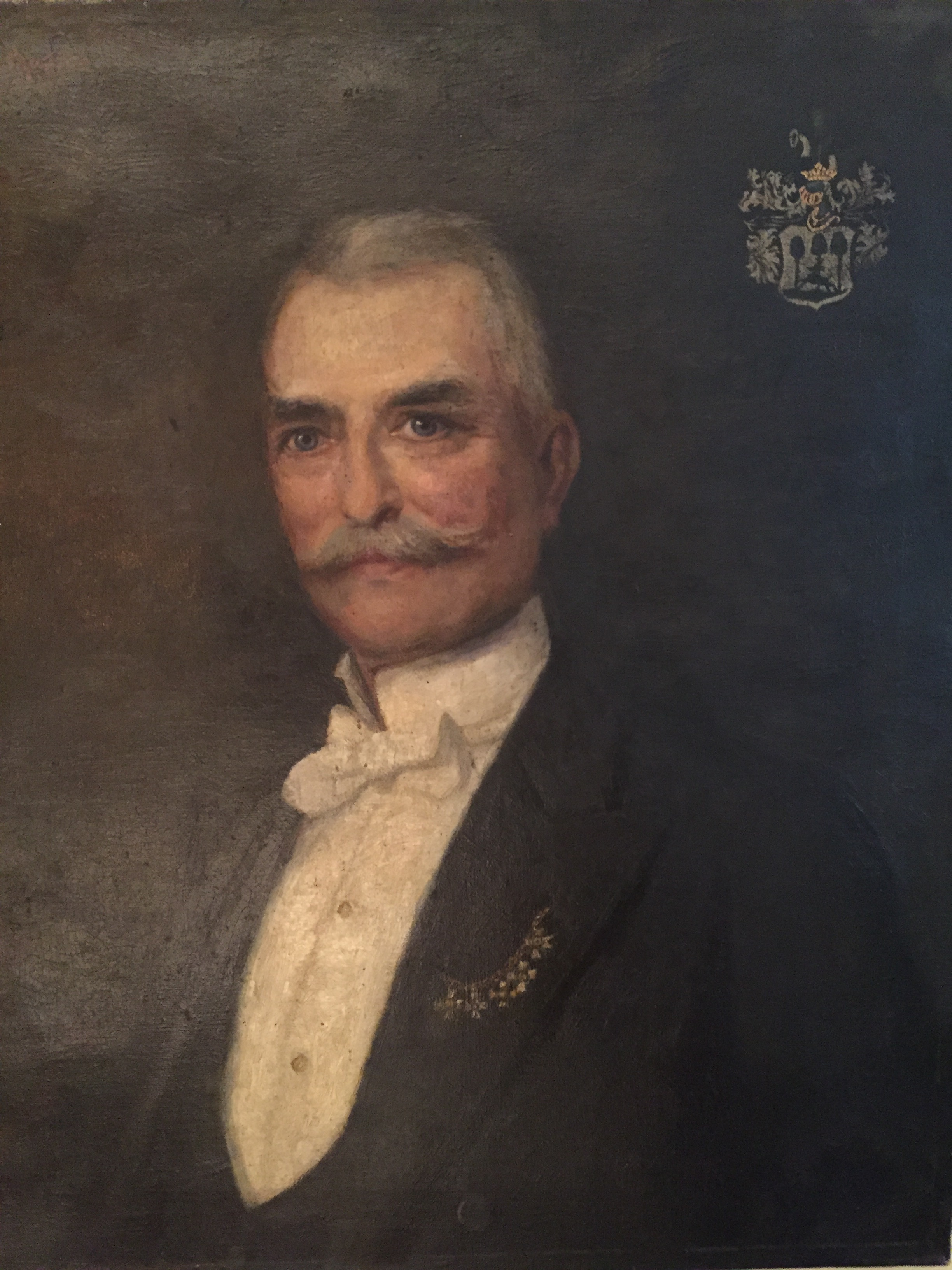
Porträt von Ferdinand Arnold von dem Busch

Ferdinand Arnold von dem Busch (* 1. Juli 1810 in Hildesheim; † 10. März 1890 in Celle) war ein deutscher Jurist und Politiker. Vom 21. November 1853 bis zum 29. Juli 1855 war er Staatsminister der Justiz des Königreichs Hannover.

## Leben und Karriere
Nach dem frühen Tod des Vaters zog die Familie nach Celle, Busch besuchte hier das reformierte Humanistische Gymnasium und später die Klosterschule Ilfeld, wo er auch Abitur machte.  Anschließend studierte Busch von 1827 bis 1831 Jura in Göttingen und wurde dort 1828 Mitglied des Corps Lunaburgia. Er trat nach bestandenem Examen als Referendar bei der Burgvogtei in Celle in den hannoverschen Staatsdienst ein. 1833 wechselte er zur Justizkanzlei in Hildesheim und wurde dort am 2. April 1836 zum Assessor berufen.
Am 17. März 1840 wurde Busch an die Justizkanzlei Hannover versetzt und am 14. Juni 1849 als „Stimmführendes Mitglied“ in das Ministerium des Inneren berufen.
Am 31. Dezember 1850 wurde er zum Oberappellationsgericht, dem späteren Oberlandesgericht, nach Celle berufen und ging nach Inkrafttreten des Justizorganisationsgesetzes durch den hannoverschen Justizminister Ludwig Windthorst, das die Trennung der Justizverwaltung von der übrigen Verwaltung festschrieb, als Präsident an das neu geschaffene Obergericht Goslar. 1853 machte Busch eine Reise nach Russland (Sankt Petersburg und Moskau). Schließlich berief König Georg V. Busch am 21. November 1853 als Nachfolger von Windhorst zum Justizminister im Kabinett von Lüttken. Buschs Ministertätigkeit endete mit der Demission des Kabinetts Lütcken. Er wurde am 29. Juli 1855 als Geheimer Rat entlassen und zum Präsidenten des Obergerichts in Celle berufen. Bereits am 1. Januar 1854 hatte Georg V. Busch in Anerkennung seiner Dienste das Kommandeurkreuz II. Klasse des Guelphen-Ordens verliehen (zuvor bereits am 1. Januar 1853 die IV. Klasse sowie am 27. März 1853 das Ritterkreuz). Als Anerkennung für seine Tätigkeit als Minister wurde Busch zum außerordentlichen Mitglied des Staatsrats ernannt, ein Gremium, das dem Landesfürsten zur Beratung bei besonderen Anlässen zur Seite stand. Am 27. Mai 1866 wurde Busch weiterhin das Komturkreuz I. Klasse des Ernst-August-Ordens sowie das Kommandeurkreuz I. Klasse des Guelfen-Ordens verliehen.
Als im Jahre 1866 im Verlauf des Deutschen Krieges preußische Truppen das Königreich Hannover besetzten und Hannover durch Preußen annektiert wurde, bekam Busch vom preußischen Justizministerium am 23. Mai 1867 die Aufforderung, seine Pensionierung zu beantragen. Nach kurzzeitiger Weigerung und einer Strafversetzung an das unbedeutende Obergericht Osnabrück, gab Busch nach und ging am 19. August 1867 in Pension. Busch starb am 10. März 1890 in Celle an den Folgen einer Zuckerkrankheit. Er wurde auf dem katholischen Friedhof in Celle beigesetzt.

## Familie
Ferdinand Arnold von dem Busch war als direkter Nachfahre von Cornelius von dem Busch Angehöriger des Adelsgeschlechts von dem Busch. Sein Vater Johann Arnold von dem Busch (1782–1833) stand im Dienst des Bistums Hildesheim. Aus nicht geklärten Umständen nutze er die Adelsprädikate nicht. Er war verheiratet mit Julie-Adolphine Menshausen.
1850 heiratete Ferdinand Arnold Busch Charlotte Freiin von Küster, die Tochter des deutschen Gesandten am russischen Zarenhof Carl Ludwig Freiherr von Küster (1784–1861), aus der Ehe gingen sechs Kinder hervor. Beim ältesten Sohn Georg (geboren am 13. Februar 1855) war König Georg V. Taufpate. Sein Sohn Carl (1860–1924) war bis 1918 Polizeipräsident in Braunschweig.
Busch bemühte sich – wohl hauptsächlich um zwei seiner Söhne die militärische Karriere zu erleichtern – um die Erlaubnis, die alten Adelsprädikate wieder offiziell im Namen führen zu dürfen. Nachdem dies von den preußischen Behörden zunächst abgelehnt worden war, wurde der Titel am 11. Juni 1881 seitens Wilhelm Herzogs zu Braunschweig durch „Bestätigung des Adelsstandes des Cornelius von dem Busch als herzöglicher Obrist und Festungshauptmann“ bestätigt. Der Adelsstand wurde dann ebenfalls vom Königlich Sächsischen Innenministerium anerkannt. Die Preußische Adelsanerkennung als „Von Dem Busch“ erfolgte am 23. April 1883 für Ferdinand Arnold und seinen Bruder Johann Moritz von dem Busch (1818–1912), königlich preußischer Landgerichtspräsident in Lüneburg.